# Nemanja Mihajlović
 Nemanja Mihajlović  (en serbio: Немања Михајловић; Belgrado, 19 de enero de 1996) es un futbolista serbio. Juega de extremo y su equipo es el F. K. Žalgiris de la A Lyga.

## Clubes
| Club                   | País                 | Año       |
| ---------------------- | -------------------- | --------- |
| F. K. Rad              | Serbia               | 2013-2015 |
| F. K. Teleoptik        | Serbia               | 2015      |
| Partizán de Belgrado   | Serbia               | 2016-2017 |
| S. C. Heerenveen       | Países Bajos         | 2017-2020 |
| Arka Gdynia            | Polonia              | 2020      |
| Boluspor               | Turquía              | 2020-2021 |
| Balıkesirspor (cedido) | Turquía              | 2021      |
| F. K. Spartak Subotica | Serbia               | 2021-2022 |
| F. K. Sloga Meridian   | Bosnia y Herzegovina | 2022-2023 |
| F. K. Borac Banja Luka | Bosnia y Herzegovina | 2023-2024 |
| F. K. Žalgiris         | Lituania             | 2024-     |

## Palmarés

### Títulos nacionales
| Título              | Club                 | País     | Año     |
| ------------------- | -------------------- | -------- | ------- |
| Copa de Serbia      | Partizán de Belgrado | Serbia   | 2015-16 |
| Superliga de Serbia | Partizán de Belgrado | Serbia   | 2016-17 |
| Copa de Serbia      | Partizán de Belgrado | Serbia   | 2016-17 |
| A Lyga              | F. K. Žalgiris       | Lituania | 2024–   |